# Jeanne Mammen

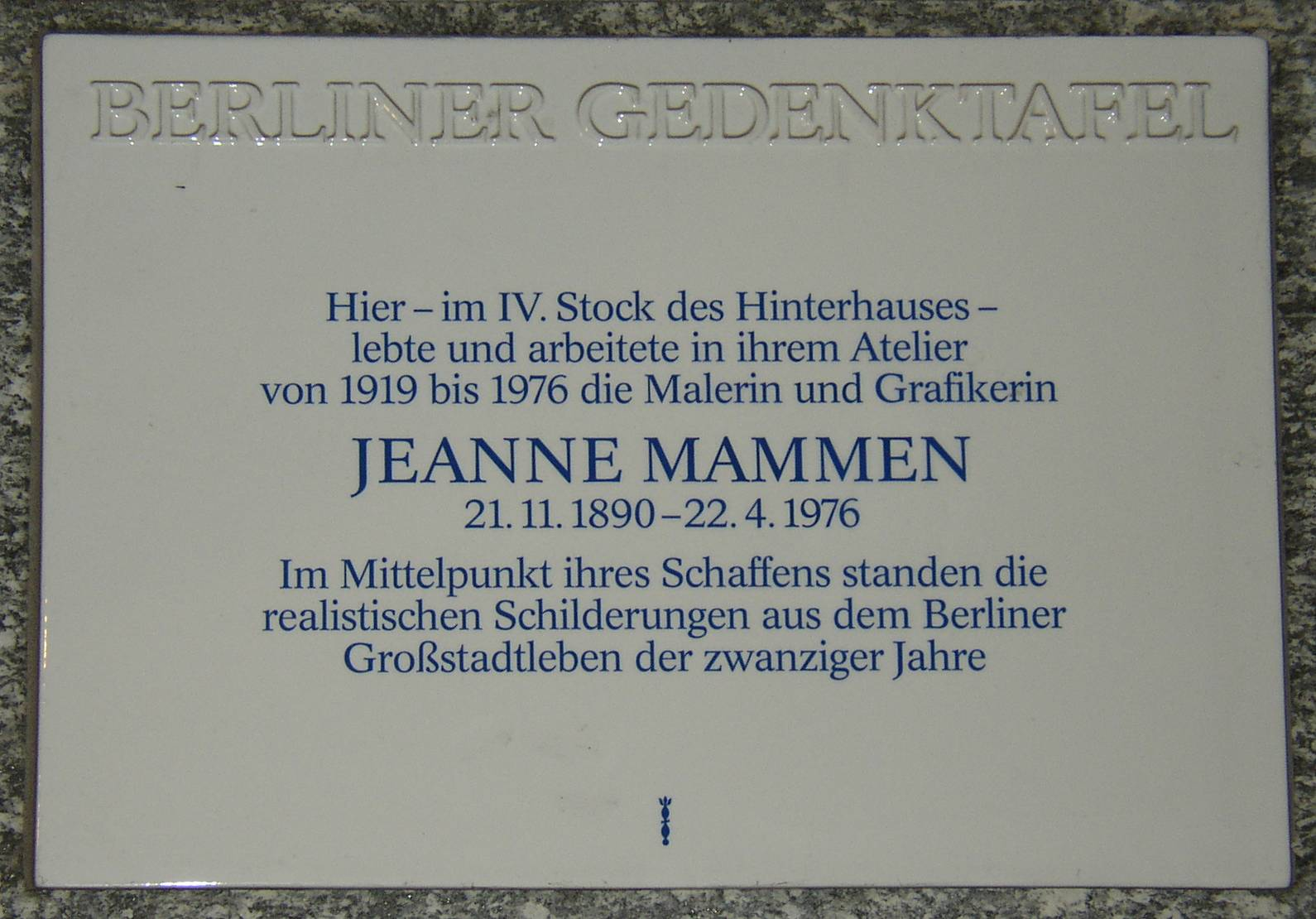
Berliner Gedenktafel in Berlin-Charlottenburg (Kurfürstendamm 29)

Jeanne Mammen (* 21. November 1890 in Berlin als Gertrud Johanna Luise Mammen; † 22. April 1976 ebenda) war eine deutsche Malerin, Zeichnerin und Übersetzerin der Moderne. Ihre Arbeiten entstanden im Kontext der veristischen Kunstrichtung.

## Leben
Jeanne Mammen war die jüngste Tochter des Kaufmanns Gustav Oskar Mammen und seiner Frau Ernestine Juliane Karoline (geb. Delhaes). Ihr Vater hatte sich mit einer Schriftgießerei selbständig gemacht. Ihre Geschwister hießen Louise Ernestine, gen. Loulou (geb. 1881), Oskar (geb. 1886) und Adeline Maria Louise, gen. Mimi (1888–1956). Sie wuchs in einem weltgewandten, wohlhabenden Elternhaus auf, das die Neigungen seiner Kinder förderte. 1901 siedelte die Familie nach Paris über, wo ihr Vater einen Anteil an einer Glasbläserei übernahm. In Paris besuchte sie zunächst das Lycée Molière. Ab 1906 studierte sie Malerei an der Académie Julian, von 1908 bis 1910 an der Académie royale des Beaux-Arts in Brüssel und 1911 an der Scuola Libera Academica (Villa Medici) in Rom.
1915 kam sie, nachdem sie mit ihrer Familie weltkriegsbedingt vor der Internierung aus Paris geflüchtet war, – nach einem Zwischenaufenthalt in Den Haag – in Berlin an. Da das väterliche Vermögen beschlagnahmt wurde, war Mammen ab diesem Zeitpunkt mittellos. Die Schwestern hielten sich während des Kriegs mit Gelegenheitsjobs über Wasser, u. a. Illustrationen für Paul Schülers „Das Gift im Weibe. Sieben Novellen“ (1917). 1920 bezog Jeanne gemeinsam mit der Schwester Mimi ein Wohnatelier im vierten Stock im Hinterhaus Kurfürstendamm 29, das sie bis zu ihrem Tod bewohnte. Es bestand aus zwei Zimmern, einem kleinen Balkon, dem Blick auf Hinterhöfe, hatte keine Küche, kein warmes Wasser, die Toilette lag eine halbe Treppe höher. 
„Zeichnerische Prägnanz verband sie mit einer Anteilnahme an den Modellen, die sie von Grosz und anderen Veristen unterschied“. Die Abnehmer ihrer Zeichnungen in dieser Zeit waren Zeitschriften und Magazine, darunter der Simplicissimus. Mit ihren künstlerischen Milieuschilderungen aus den Cafés, Clubs, Tanz- und Travestie-Etablissements, den Kneipen und Straßen von Berlin avancierte sie zu einer der renommierten Bildberichterstatterinnen der 1920er Jahre. Ihre erste Einzelausstellung fand 1930 in der Berliner Galerie Gurlitt statt. Kurz vor der Machtübernahme der Nationalsozialisten reiste Mammen mit dem Ingenieur und späteren Bildhauer Hans Uhlmann nach Moskau, da sie sich für den Sozialismus begeisterte. Mit der Machtergreifung der Nazis wurde sie weitgehend auftragslos, da viele der Magazine, für die Mammen arbeitete, nach der Machtübernahme ihr Erscheinen einstellen mussten oder ihre inhaltliche Ausrichtung änderten.
Im Sommer 1945 waren Arbeiten von ihr in Berlin-Steglitz in der Ausstellung Nach 12 Jahren. Antifaschistische Maler und Bildhauer stellen aus zu sehen. Ebenfalls vertreten waren Werke von ihr in der Ersten Allgemeinen Kunstausstellung 1946 in Dresden. 1947 erfolgte ihre erste Einzelausstellung in der Galerie Gerd Rosen in Berlin, 1948 waren Exponate von ihr in der Galerie Franz in Berlin zu sehen. Von 1949 bis 1950 entwarf sie Bühnenbilder und Kostüme für das dadaistische Kabarett „Die Badewanne“ und später für die „Quallenpeitsche“. 1960 folgte ihre erste große Einzelausstellung mit 42 aktuellen Arbeiten in der Akademie der Künste in Berlin. Privat scheute sie mehr und mehr die Öffentlichkeit. Erst in den 1970er Jahren, als man die Werke aus der Zeit der Weimarer Republik wiederzuentdecken begann, erfuhr Mammen eine erneute Würdigung. 1971 waren ihr Ausstellungen bei Brockstedt in Hamburg und bei Valentien in Stuttgart gewidmet.
Der neue Hut von Jeanne Mammen (um 1925) aus dem Bestand der Staatsgalerie Stuttgart

Link zum Bild

## Werk
Während ihres Studiums in Brüssel und Rom entstand ihr symbolistisches Frühwerk mit Aquarellen, die sich u. a. auf literarische Vorlagen wie etwa auf Gustave Flauberts Die Versuchung des heiligen Antonius bezogen und erst kurz vor ihrem Tod entdeckt wurden. 1913/14 malte sie Frauenfiguren aus dem Pariser Vergnügungslokal Bal Bullier. Nach ihrem Umzug nach Berlin erfolgte ihre erste Veröffentlichung von symbolistischen Illustrationen 1916 im „Kunstgewerbeblatt“: die Zeichnung „Melancolia“, in der sie sich auf Albrecht Dürers berühmte Druckgrafik „Melancholia I“ und Fernand Khnopffs Gemälde „Die Sphinx, die Kunst oder die Liebkosungen“ gleichermaßen kritisch bezog. Mammen tauschte die Geschlechter, indem sie eine androgyn anmutende junge Frau auf den steinernen Pranken einer ägyptischen Sphingenstatue positionierte. Nach Anfängen als Modezeichnerin in Berlin wurde sie im Laufe der 1920er Jahre mehr und mehr zu einer Schilderin des Berliner Alltags – durch ihre Karikaturen, Aquarelle und Federzeichnungen. Diese erzählen von den Anstrengungen der Durchschnittsfrau und kleinen Angestellten, sich dem Leitbild der Weimarer Zeit anzupassen.
Den Durchbruch schaffte sie in dem ab 1924 erscheinenden Herrenmagazin „Der Junggeselle“. Sie festigte in den folgenden Jahren ihren Ruf als Zeichnerin durch Illustrationen für den Simplicissimus, den Ulk, den Junggesellen sowie als Mitarbeiterin für die Kunst- und Literaturzeitschrift Jugend. Auf zahlreichen Handzeichnungen verewigte sie die Licht- und Schattengestalten der Großstadt Berlin, dabei auch das Bild der „neuen Frau“ wiedergeben. Motive ihrer Bilder waren stets Typen von der Straße, die sie in fast jeder denkbaren Situation darstellte. Zu ihren bekanntesten Schöpfungen jener Zeit zählen ihre Federzeichnung „Zwei Mädchen“, (um 1927/28) sowie ihre Lithographien, darunter der Zyklus „Les Chansons de Bilitis“, eine Hommage an die lesbische Liebe nach Gedichten von Pierre Louÿs.
Ihr unverkennbarer karikaturistischer Stil veranlasste Kurt Tucholsky, sein Lob auszusprechen: „In dem Delikatessenladen, den uns Ihre Brotherren wöchentlich oder monatlich aufsperren, sind Sie so ziemlich die einzige Delikatesse.“ Die Illustratorin verlor nach 1933 ihre Existenzgrundlage, zog sich in ihr Atelier und in die innere Emigration zurück. Ihre wirtschaftliche Grundlage sicherte sie unter anderem durch den Verkauf von Büchern und Bildern, die sie auf den Straßen Berlins von einem Karren aus feil bot. „Gemalt hat sie immer weiter, doch was sie malte, blieb verborgen – es war bewusst „entartet“ gemalt, wie sie sagte.“ Ihre Arbeiten nach 1945 wurden zunehmend abstrakt. In den 1960er Jahren begann sie Collagetechniken mit ihren Zeichnungen zu verbinden. Am 6. Oktober 1975 vollendete sie ihr letztes Bild, das posthum „Verheißung eines Winters“ genannt wurde.
Mammen war als Übersetzerin tätig. 1967 erschien in der Insel-Bücherei ihre Nachdichtung von Arthur Rimbauds Illuminationen. Während dieser Arbeit stand sie mit dem französischen Dichter und Widerstandskämpfer René Char in Kontakt, mit dem sie sich – durch die Vermittlung ihrer Übersetzer-Kollegen Johannes Hübner und Lothar Klünner – anfreundete.
Zeichnungen und Grafiken Jeanne Mammens befinden sich u. a. im Stadtmuseum Berlin, in der Berlinischen Galerie und in der Kunstbibliothek – Staatliche Museen zu Berlin.

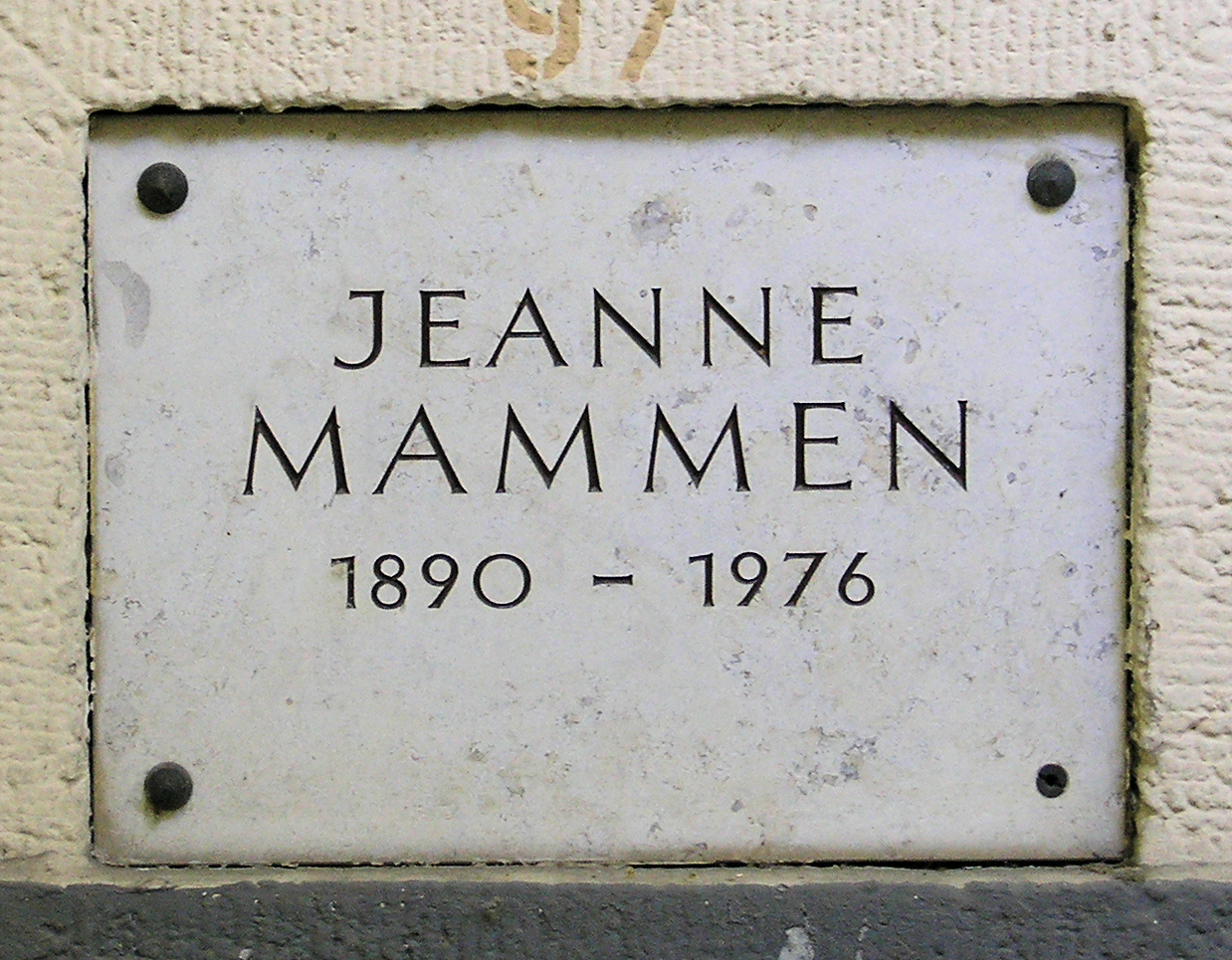
Urnengrab im Kolumbarium des Friedhofs Schöneberg III (Zustand 2010)

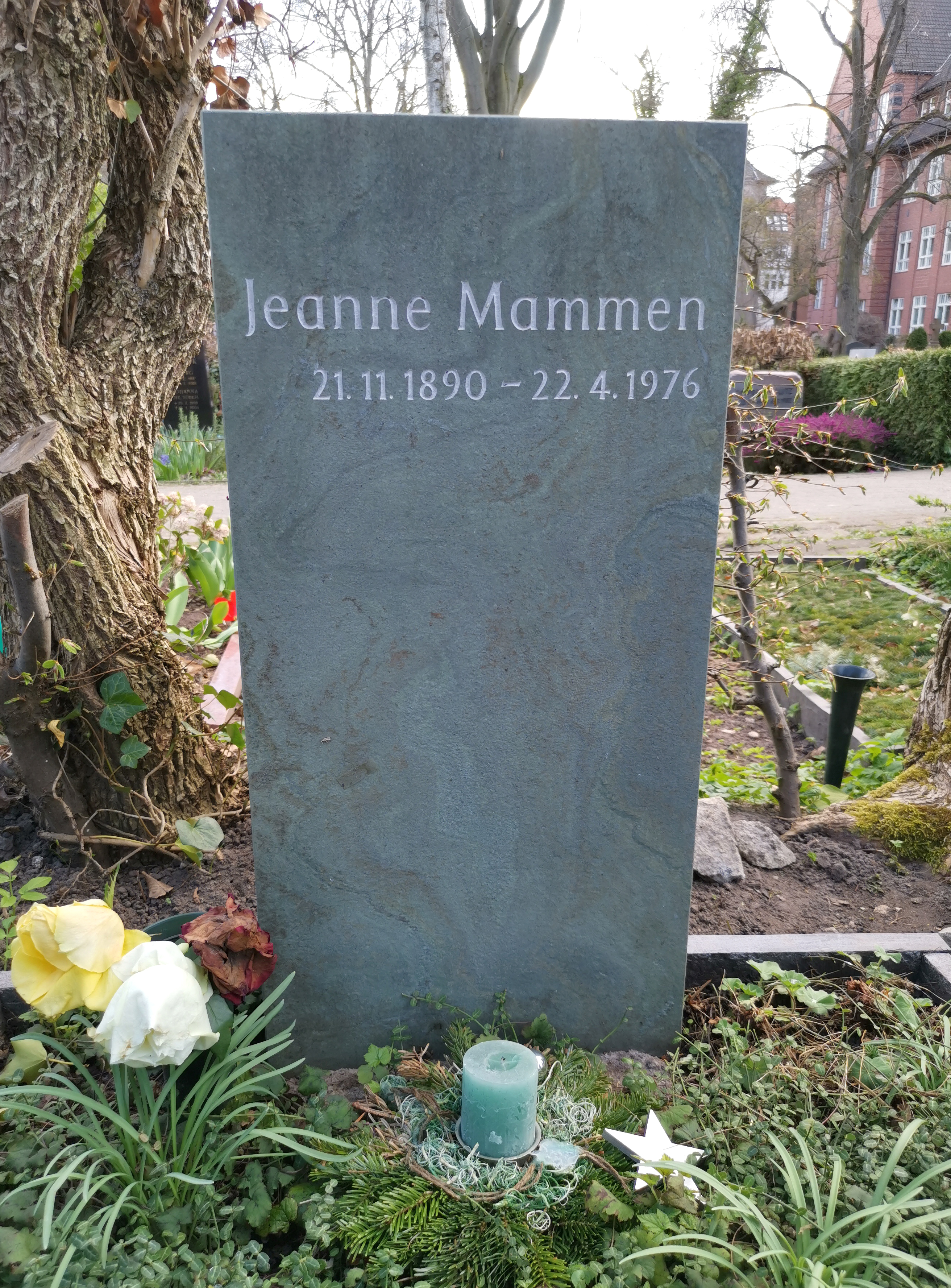
Grab auf dem Friedhof Schöneberg III (Zustand 2025)

## Postume Würdigung
Mammen gehört zu den Frauen in der Kunst, die zeitweilig in Vergessenheit gerieten. Nach ihrem Tod gründeten Freunde wie Hans Laabs, Hübner und Klünner die Jeanne-Mammen-Gesellschaft e. V. Eine Renaissance erfuhren ihre Werke in den 1990er Jahren, in denen Museen und Galerien ihr zahlreiche Ausstellungen widmeten. In feministischen Kreisen wird sie seither verbreitet rezipiert.
Am Haus Kurfürstendamm Nummer 29 hängt eine „Berliner Gedenktafel“ mit der Aufschrift: „Hier – im IV. Stock des Hinterhauses – lebte und arbeitete in ihrem Atelier von 1919 bis 1976 die Malerin und Graphikerin Jeanne Mammen (21.11.1890 – 22.4.1976). Im Mittelpunkt ihres Schaffens standen die realistischen Schilderungen aus dem Berliner Großstadtleben der zwanziger Jahre.“
Mammens Grabstätte befindet sich seit April 2023 im Gräberfeld 34, Nr. 8 auf dem Friedhof Schöneberg III in Berlin-Friedenau. Die Grabstätte ist seit November 2018 als Ehrengrab der Stadt Berlin gewidmet.

## Ausstellungen (Auswahl)
- 1932: Galerie Fritz Gurlitt, Berlin[20]
- Jeanne Mammen. 1890–1976. Retrospektive. Bonner Kunstverein, vom 15. Juli – 30. August 1981.[21]
- Jeanne Mammen. Die neue Frau, Städtische Galerie Albstadt vom 18. März bis 17. Juni 2007.
- 2008: Jeanne Mammen – Nur ein paar Augen sein. Paula Modersohn-Becker Museum, Bremen.[22]
- Jeanne Mammen, Antje Majewski, Katrin Plavčak, Giovanna Sarti. To Paint is to Love Again. Im Rahmen von Painting Forever, Deutsche Bank KunstHalle (ehemals Deutsche Guggenheim) vom 18. September bis 10. November 2013.
- 2015: Ausstellung KunstWege – LebensZeichen. Barkenhoff in Worpswede.[23]
- 2016: Gemeinschaftsausstellung Berlin – Stadt der Frauen. Stadtmuseum Berlin.[24]
- 2017/2018: Jeanne Mammen. Die Beobachterin. Retrospektive 1910–1975, Berlinische Galerie, Berlin.[25][26][27]
- 2020: Jeanne Mammen. Alles zu ihrer Zeit. Kunsthaus Stade, Stade, 15. Februar bis 3. Mai.
- 2023: So viel Anfang! Städtische Galerie Karlsruhe, 25. November 2023 bis 18. Februar 2024[28]

## Veröffentlichungen
- Arthur Rimbaud: Illuminationen. Französisch und deutsch, übersetzt von Jeanne Mammen. (Frankfurt am Main 1967: Insel Verlag)
- Jeanne Mammen: Rimbaud-Übertragungen. Illuminatinen und Fragmente. (Hamburg 2017: Textem Verlag) ISBN 978-3-86485-186-5

## Museum
- 2003: Gründung der Jeanne-Mammen-Stiftung im Stadtmuseum Berlin[29]
- Stadtmuseum Berlin mit noch erhaltenem Atelier, Kurfürstendamm 29, 10719 Berlin[30]
- Jeanne-Mammen-Saal im Torhaus des Campus Max-Delbrück-Centrum, Berlin-Buch[31] (geschlossen ab Oktober 2023, Wiedereröffnung an anderer Stelle auf dem Campus ab 2026 geplant)

## Quelle
- Kunstarchiv Werner Kittel im Zentralarchiv der Staatlichen Museen zu Berlin; seit 2010 in der Kunst- und Museumsbibliothek der Stadt Köln (KMB)